# Colpocephalum eucarenum
Colpocephalum eucarenum är en insektsart som beskrevs av Hermann Burmeister 1838. Colpocephalum eucarenum ingår i släktet Colpocephalum och familjen spolätare. Inga underarter finns listade i Catalogue of Life.